# Sagina caespitosa
Sagina caespitosa là loài thực vật có hoa thuộc họ Cẩm chướng. Loài này được Lange miêu tả khoa học đầu tiên năm 1857.